# Eucharia Oluchi Nwaichi
Eucharia Oluchi Nwaichi là một nhà hóa sinh học môi trường, nhà khoa học đất đai và nhà độc dược học của Nigeria.
Các nghiên cứu của cô tập trung vào quản lý chất thải, phòng ngừa ô nhiễm và xử lý ô nhiễm, bao gồm xử lý các vấn đề môi trường (xử lý sinh học) thông qua việc sử dụng các nhà máy địa phương giảm thiểu vấn đề môi trường mà không cần phải khai thác vật liệu gây ô nhiễm và xử lý nó ở nơi khác. Cô là một chuyên gia trong việc loại bỏ kim loại nặng độc hại như cadmium, đồng, thủy ngân, chì và asen từ đất bị ô nhiễm.

## Giáo dục và sự nghiệp
Cô nhận bằng Cử nhân, Thạc sĩ và Tiến sĩ Hóa sinh từ trường Đại học Port Harcourt, sau đó cô trở thành giảng viên cao cấp tại đây.
Trước khi cô tham gia giảng dạy tại Đại học Port Harcourt, cô đã làm việc tại Công ty Shell Oil một năm (2009 - 2010).
Cô đã trở thành một thành viên quốc tế tại Giải thưởng Khoa học Vật lý 2013 của Láp Oréal-UNESCO.

Cô là thành viên của một số tổ chức học thuật, như Tổ chức Phụ nữ Khoa học Thế giới đang phát triển, Hiệp hội Hóa học Hoa Kỳ, Hiệp hội Công nghệ Môi trường Quốc tế, Hiệp hội Công nghệ Tế bào Quốc tế, Hiệp hội Thực phẩm Chức năng và Hợp chất Sinh học và Viện Quản lý Nigeria.